# Bisbat de Mindelo
El bisbat de Mindelo (portuguès: Diocese de Mindelo; llatí: Dioecesis Mindelensis) és una seu de l'Església Catòlica, immediatament subjecta a la Santa Seu. L'any 2014 tenia 160.500 batejats sobre una població de 178.000 habitants. Actualment està regida pel bisbe Ildo Augusto Dos Santos Lopes Fortes.

## Territori
La diòcesi comprèn les illes de l'arxipèlag de Barlavento, a la república de Cap Verd. La seu episcopal és la ciutat de Mindelo, on es troba la catedral de Nossa Senhora da Luz. El territori s'estén sobre 2.320 km², i està dividit en 14 parròquies: 6 de Sao Antão, 2 de Sao Vicente, 3 de Sao Nicolau, 1 de Sal i 2 de Boavista.

## Història
La diòcesi fou erigida el 9 de desembre de 2003 amb la butlla Spiritali fidelium del papa Joan Pau II, escindint el seu territori del bisbat de Santiago de Cap Verd.

## Cronologia de bisbes
- Arlindo Gomes Furtado (14 de novembre de 2003 - 22 de juliol de 2009 nomenat bisbe de Santiago de Cap Verd)
- Ildo Augusto Dos Santos Lopes Fortes, des del 25 de gener de 2011

## Demografia
| any  | població | població | població | sacerdots | sacerdots     | sacerdots     | sacerdots             | diaques | religiosos | religiosos | parròquies |
| any  | batejats | total    | %        | total     | clero secular | clero regular | batejats per sacerdot | diaques | homes      | dones      |            |
| ---- | -------- | -------- | -------- | --------- | ------------- | ------------- | --------------------- | ------- | ---------- | ---------- | ---------- |
| 2003 | 140.114  | 147.489  | 95,0     | 20        | 5             | 15            | 7.005                 |         | 15         | 29         | 12         |
| 2004 | 140.114  | 147.489  | 95,0     | 20        | 5             | 15            | 7.005                 |         | 15         | 29         | 12         |
| 2007 | 143.000  | 150.300  | 95,1     | 21        | 4             | 17            | 6.809                 |         | 23         | 42         | 14         |
| 2012 | 157.800  | 175.000  | 90,2     | 22        | 7             | 15            | 7.172                 |         | 26         | 50         | 14         |
| 2013 | 160.500  | 178.000  | 90,2     | 23        | 6             | 17            | 6.978                 | 10      | 22         | 59         | 14         |